# Vuurdraak de Zilverdraak
Vuurdraak de Zilverdraak (alternatieve titels: Drachenreiter, Dragon Rider of Firedrake the Silver Dragon) is een Duits-Belgische komische computergeanimeerde direct-to-video fantasyfilm. 

## Productie
Hoewel de film officieel is gebaseerd op de roman Dragon Rider, geschreven door Cornelia Funke, is een groot deel van de film geïnspireerd door de Netflix Original serie Draken: Reddingsrijders. In Duitsland en België zou de film, net als in Groot-Brittannië, op 6 augustus 2020 verschijnen, maar door de coronapandemie werd het uitgesteld tot 1 oktober. De productiewerken vonden plaats in München, Berlijn en Antwerpen. In Nederland verscheen de film op 9 september 2021 op Netflix.

## Plot
Een jonge draak heeft er genoeg van zich eeuwig te verschuilen in een vallei. Samen met zijn brownievriendin verlaat hij de vallei, op zoek naar de Rand van de Hemel. De Rand van de Hemel is de enige plek ter wereld waar alle draken veilig kunnen zijn. 

## Rolverdeling
| Acteur                 | Personage                | Nederlandse stem     | Beschrijving personage |
| ---------------------- | ------------------------ | -------------------- | --- |
| Thomas Brodie-Sangster | Vuurdraak de Zilverdraak | Sander van Amsterdam | Een jonge zilverdraak en de hoofdrolspeler in de gelijknamige film. In tegenstelling tot de meeste andere draken in de film gelooft hij dat niet alle mensen slecht zijn en wil dit bewijzen door naar de Rand van de Hemel te reizen voor de volgende volle maan. |
| Felicity Jones         | Sorrel                   | Sarah Nauta          | Een bosbrownie met de uitstraling van een kat en de beste vriendin van Vuurdraak. Wanneer Vuurdraak op zoek gaat naar de Rand van de Hemel, probeert ze hem tegen te houden door te beweren dat de hemel niet bestaat. Vuurdraak vindt echter dat ze door moeten gaan, omdat ze nu te ver van de vallei zitten en het daarom geen zin heeft om op te geven.                                              |
| Freddie Highmore       | Ben                      | Enzo Coenen          | Een jonge zwerver die Vuurdraak en Sorrel tegenkomen in een grote stad, vlak bij de woonplaats van Netelbrand. Wanneer hij voor het eerst in de film wordt getoond is te zien dat hij een juwelier berooft van een parelketting. Hoewel Vuurdraak en Ben het snel goed met elkaar kunnen vinden, maakt Sorrel er constant bezwaar tegen dat Ben met hen meegaat en probeert telkens van hem af te komen. |
| Patrick Stewart        | Netelbrand               | Peter Drost          | Een monster gemaakt van goud dat ontworpen is door een gestoorde geleerde, met als doel alle draken uitroeien. De ontwerper werd echter al snel door zijn eigen creatie opgegeten en Netelbrand trok zijn eigen plannen om draken uit te roeien. |
| Alex Norton            | Gravelbaard              | Daan van Rijssel     | Een dwerg die besluit om voor Netelbrand te gaan werken. In tegenstelling tot Netelbrand pakt Gravelbaard gewelddadige acties liever rustig aan. |
| Jimmy Hibbert          | Twijgbeen                | Joost Claes          | Een homunculus die in opdracht van Netelbrand Vuurdraak moet vinden, zodat Netelbrand hem op kan eten. Twijgbeen verandert echter van gedachte wanneer Vuurdraak, Sorrel en Ben hem goed behandelen, waardoor hij spontaan de neiging krijgt Netelbrand te doden, omdat deze de rest van Twijgbeens familie heeft omgelegd.                                                                              |